# Chilenodes
Chilenodes australis es una especie de araña araneomorfa de la familia Malkaridae. Es el único miembro del género monotípico Chilenodes. Es originaria de Chile y Argentina.